# Banco Central Europeu
O Banco Central Europeu (BCE) é o banco central responsável pela moeda única da Zona Euro e a sua principal missão é preservar o poder de compra do euro, assegurando assim a estabilidade de preços na respectiva zona.
A sua sede está localizada na cidade alemã de Frankfurt am Main.
Com a entrada em vigor do Tratado de Lisboa, o Banco Central tornou-se numa instituição da União Europeia.

## Fundação
O BCE foi fundado em 1 de Junho de 1998 com a adesão dos onze estados membros que tinham cumprido as condições necessárias para adotarem a moeda única em 1 de Janeiro de 1999: Portugal, Bélgica, Alemanha, Espanha, França, Irlanda, Itália, Luxemburgo, Países Baixos, Áustria , Finlândia e Reino Unido (o Banco da Inglaterra detém 15,9764% de participação financeira).

## Funções
Estabelece e aplica a política monetária europeia, dirige as operações de câmbio e garante o bom funcionamento dos sistemas de pagamentos.
O BCE é a instituição central da política monetária da União Económica Monetária (UEM), e o centro do Sistema Europeu de Bancos Centrais (SEBC), e os seus objectivos são:
- Manter a estabilidade de preços na UEM sendo totalmente independente do resto das instituições europeias e dos diferentes governos nacionais;
- Garantir o bom funcionamento do sistema de pagamentos através do sistema de pagamentos (TARGET);
- Administrar as reservas de divisas que os países membros nele depositam;
- Colaborar com as autoridades de cada país nas funções de supervisão bancária;
- Emitir as notas de euro;
- Estabelecer a quantidade de moedas de euro que os países membros devem cunhar para assegurar o fornecimento.

## Organização
O organograma do BCE é formado pelo:

### Comissão Executiva
Composto pelo Presidente, pelo Vice-presidente e quatro vogais, nomeados de comum acordo pelo Conselho Europeu, com base na recomendação do Conselho e prévia consulta ao Parlamento e ao Conselho do Governo, entre responsáveis de comprovada experiência pessoal em assuntos monetários ou bancários e de reconhecido prestigio. O seu mandato será de 8 anos e não é renovável.

#### Funções
- Preparar as reuniões do Conselho do Governo;
- Pôr em prática a política monetária em conformidade com as orientações e decisões adoptadas pelo *Conselho do Governo, transmitindo instruções necessárias aos bancos centrais nacionais;
- Exercer delegação de determinados poderes, quando assim seja estabelecido pelo Conselho do governo.

### Conselho do BCE
Formado pelos membros do Comité executivo e pelos governadores dos bancos centrais dos países membros.
Este órgão encarrega-se adoptar as grandes orientações e de formular a política monetária única.
As suas votações necessitam do voto de dois terços dos seus membros, tomando-se as decisões por maioria simples, salvo em certos casos estabelecidos nos Estatutos.

#### Funções
- Adoptar as orientações e decisões necessárias para garantir o cumprimento das funções atribuídas SEBC;
- Formular a política monetária da União, incluindo as decisões referentes aos objectivos monetários intermédios, as taxas de juros a gestão de reservas no SEBC, estabelecer as orientações necessárias para o seu cumprimento;
- Adoptar o Regulamento interno;
- Exercer funções consultivas;
- Adoptar decisões em matéria de cooperação internacional.

### Conselho Geral do BCE
O BCE contará de forma transitória com um Conselho Geral em que participam o Presidente, o Vice-presidente e os governadores de todos os bancos centrais da EU, incluindo os dos países que não fazem parte desta. Podem também participar nas reuniões deste Conselho os restantes membros do Comité Executivo ainda que sem direito de voto.
O TUE concede ao BCE poder para aplicar regulamentos, recomendações e directivas, e também legitimidade activa para empreender acções perante o Tribunal de Justiça.
Há que recordar que a actuação dos bancos centrais nacionais deve ajustar-se às orientações e instruções do BCE.

## Breve história da integração monetária europeia
Em 1969, os Chefes de Estado Europeus reunidos em Haia decidem estudar o modo de realizar a união económica e monetária. Como consequência, no ano seguinte, é apresentado o relatório Werner, que avança propostas para atingir esse objectivo.
Em 1972, sucedendo ao acordo do Smithsonian Institute que fixa margens de flutuação de ±2,25% centradas no valor do dólar americano (o túnel), os seis países que constituem a CEE estabelecem o limite de 2,25% no afastamento entre a mais forte e a mais fraca das suas moedas (a serpente monetária), dando origem ao gráfico de evolução que ficou conhecido como serpente dentro do túnel.
Durante a década de 1970 a disciplina cambial foi-se reduzindo e em 1978 os países que integravam a CEE decidiram criar o Sistema Monetário Europeu (SME), que vigorou a partir de Março de 1979. As suas principais características eram a existência de taxas de câmbio fixas mas ajustáveis e o ECU - unidade de conta cujo valor era obtido de uma média ponderada das moedas que integravam o SME.
Em 1989, no Conselho Europeu de Madrid, é adoptado o relatório Delors que propõe um plano de três etapas para a União Económica e Monetária (UEM).
Em 1991 é assinado, em Maastricht, o Tratado sobre a UEM que consagra as três etapas do plano Delors:
1. Coordenação e liberalização financeira;
2. Novas estruturas;
3. Transferência de responsabilidades.